# Rhopalodes seminivea
Rhopalodes seminivea là một loài bướm đêm trong họ Geometridae.